# Julius Nepos

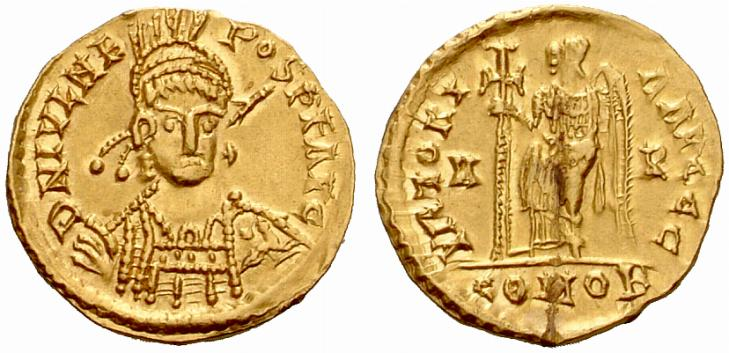
Solidus des Julius Nepos; 474/75

Julius Nepos (* um 430; † 480) war von 474 bis zu seinem Tod de jure der letzte Kaiser des Weströmischen Reiches. Sein Machtbereich beschränkte sich ab Ende August 475 de facto auf die Provinz Dalmatia.

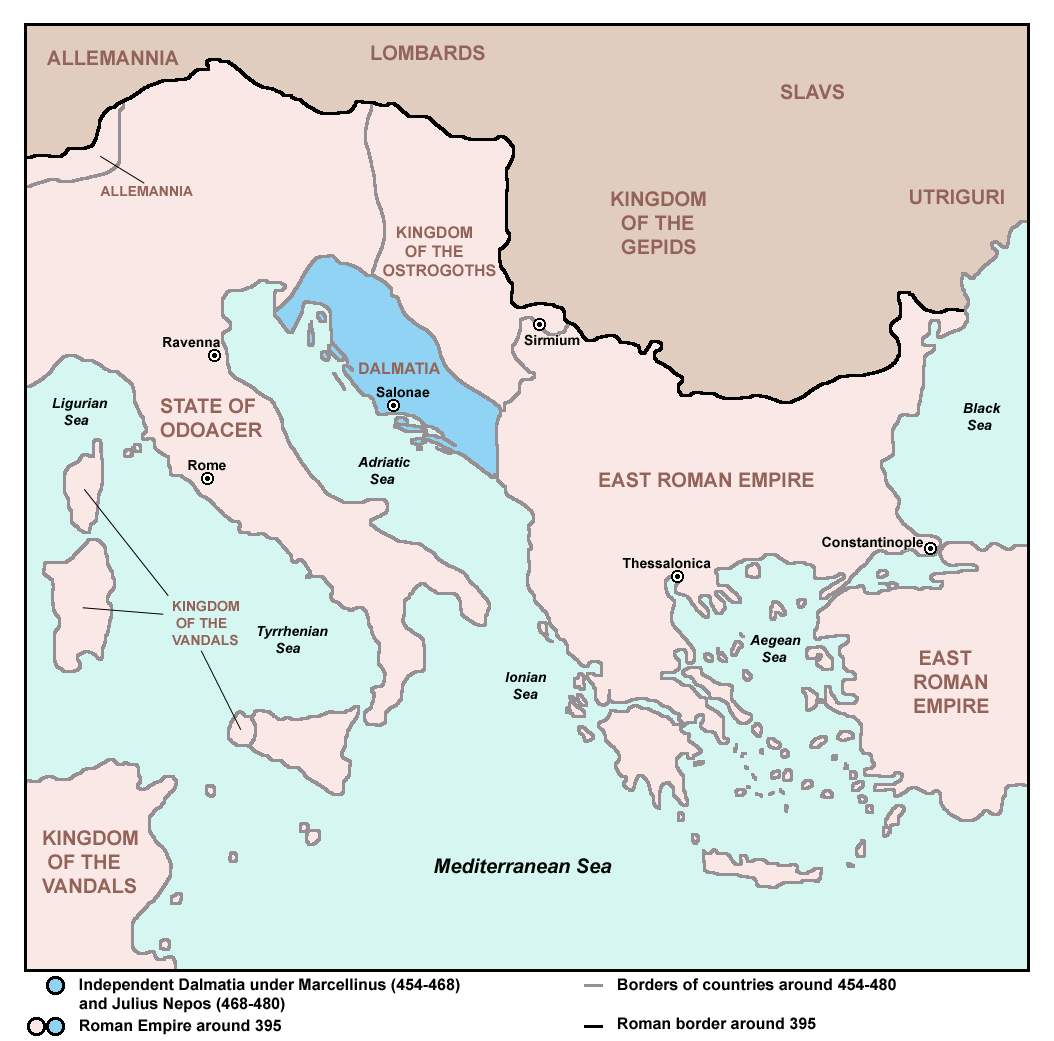
Unabhängige römische Provinz Dalmatia. Ausmaß der Kontrolle Marcellinus’ (454–468) und Julius Nepos (468–480)

## Leben
Der Vater des Julius Nepos war der Offizier und spätere Heermeister Nepotianus. Seine Mutter war die Schwester des Marcellinus, der als vom Weströmischen Reich unabhängiger Heermeister (magister militum Dalmatiae) Dalmatien kontrollierte. Julius Nepos war seit 468 Nachfolger seines Onkels Marcellinus als magister militum Dalmatiae und hatte damit eine militärische Schlüsselstellung an der Nahtstelle zwischen West- und Ostrom inne. Der oströmische Kaiser Leo I. (457 bis 474) gab ihm eine seiner Nichten zur Frau und verlieh ihm noch kurz vor seinem Tode 473 den hohen Titel eines Patricius. Der sterbende Kaiser stattete Nepos mit einer Armee aus und beauftragte ihn, nach Italien zu ziehen. Möglicherweise wurde Nepos schon im Frühjahr 474 vom neuen oströmischen Herrscherkollegium Leo II. und Zenon zum Caesar gegen den machtlosen weströmischen Kaiser Glycerius erhoben. Nach dessen Absetzung nahm er am 24. Juni in Rom den Titel Augustus an. Er war der letzte Westkaiser, den der oströmische Kaiser als solchen anerkannte.
Seine Herrschaft war jedoch durch den neuen Heermeister Italiens, Orestes, gefährdet, der selbst die Herrschaft über das Westreich anstrebte. Orestes verjagte Julius Nepos schließlich im Oktober 475 aus Rom; dieser floh in die Provinz Dalmatia ins Exil. Er blieb allerdings der von Konstantinopel anerkannte Kaiser. Während Orestes seinen Sohn Romulus Augustulus zum Kaiser ausrufen ließ, versuchte Julius Nepos von seiner Residenz Salona aus, weiterhin Einfluss auszuüben. Aus Sicht der Oströmer (d. h. Zenons, der aber im Januar 475 für 18 Monate entmachtet worden war) blieb Nepos der legitime weströmische Kaiser, auch wenn die beiden Gegenkaiser Romulus Augustulus (Westrom) und Basiliskos (Ostrom) einander offenbar zeitweilig anerkannt hatten. Als Zenon im Juli 476 auf den Thron in Konstantinopel zurückkehrte, versagte er Romulus weiter die Anerkennung.
Nachdem Romulus Augustulus im August 476 von Odoaker abgesetzt worden war, zerfiel das Weströmische Reich, das bereits zuvor größtenteils in mehrere germanisch-romanische Reiche auseinandergefallen war, endgültig. Italien blieb unter der Herrschaft Odoakers, der sich von seiner Armee zum rex Italiae ausrufen ließ und die kaiserlichen Insignien (ornamenta palatii) nach Konstantinopel sandte. Als Odoaker zugleich darum ersuchte, von Zenon zum Patricius ernannt zu werden – was nach westlichem Verständnis die Erhebung zum Regierungschef bedeutet hätte –, antwortete ihm Zenon, er möge sich in dieser Sache an Nepos wenden, den für Italien zuständigen Kaiser. Julius Nepos herrschte noch bis zu seiner Ermordung im Jahre 480 in Dalmatien, wo er als letzter legitimer Kaiser des Weströmischen Reiches residierte. Es ist unklar, ob das Attentat von seinem abgesetzten kaiserlichen Vorgänger Glycerius, von Odoaker, von Zenon oder dem Offizier und Nachfolger in Dalmatien Ovida veranlasst wurde. Nominell blieben die Germanenreiche des Westens nach seinem Tod noch für Jahrzehnte unter der Oberhoheit des (oströmischen) Kaisers (siehe Völkerwanderung).